# Beica
Beica este un oraș din sud-vestul Etiopiei. Are 6106 de locuitori.